# Herdis Torvaldsdatter
Herdis Torvaldsdatter, född cirka 1310, död 1363, var en norsk godsägare. Hon var den största och mest välkända jordägaren av sitt kön i Norge under högmedeltiden. Hon levde huvudsakligen på Shetland, som då tillhörde Norge. 